# Fåglum
Fåglum är kyrkbyn i Fåglums socken och en småort i Essunga kommun i Västra Götalands län, belägen invid Nossan med Fåglums kyrka i utkanten, belägen knappt en mil söder om Nossebro. Bebyggelsen hade mellan 1990 och 2015 av SCB klassats som en småort men vid avgränsningen 2015 uppfylldes inte länge kraven och den avregistrerades som småort. Vid avgränsningen 2020 blev den dock åter klassad som småort.
Mitt i Fåglum ligger Fåglums väderkvarn, som kom dit i sin nuvarande form i slutet av 1800-talet och i dag sköts av hembygdsföreningen.
I Fåglum finns också postorderföretaget Ginza AB.
Det finns en idrottsplats som heter Holmavallen och som är hemmaplan för Elmer/Fåglum FK.
Tävlingscyklisterna bröderna Fåglum gjorde på 1960-talet orten känd. Även travprofilen Sofia Aronsson är född och uppvuxen i Fåglum.
Mellan Fåglum och Södra Härene finns en stenhäll med hällristningar från bronsåldern. Det finns 26 par fotsulor, 30 enstaka sulor och 28 älvkvarnar. Det är okänt varför de hamnat just där och vad de betyder.[källa behövs]

## Ortnamnet
Efterleden "-um" och "-hem" i ortnamn betyder "boplats".